# 徐显明
徐显明（1957年4月12日—），男，山东莱西人，中国法理学家。曾长期执教于山东大学。曾任第十二届全国人大常委会委员、全国人大法律委员会副主任委员，中共中央政法委员会副秘书长，中央社会治安综合治理委员会办公室专职副主任。现任全国人大监察和司法委员会副主任委员。

## 生平
1978年，考入吉林大学法学院。1982年，大学毕业后留校，选择在硕士阶段攻读法史、法理两个方向。1985年硕士毕业后，被分配到山东大学执教。此后，历任山东大学法律系教研室主任、系主任助理、系副主任、主任；法学院院长、校长助理、研究生院院长、山东大学副校长等职；期间，于1991年晋升副教授；1992年升为教授；还在1999年，获武汉大学宪法学与行政法学专业在职博士学位。
2001年9月，任中国政法大学校长。2003年3月，当选第十届全国人民代表大会法律委员会委员。2008年3月，当选第十一届全国人大常委会委员、全国人大法律委员会副主任委员。
2008年11月，任山东大学校长。2013年3月，连任第十二届全国人大常委会委员、全国人大法律委员会副主任委员。
2013年10月，任中央综治办专职副主任。2015年4月，兼任中央政法委副秘书长。
2017年2月，任最高人民检察院副检察长、检察委员会委员，同时辞去全国人大常委职务。2018年2月24日，当选为第十三届全国人大代表。2018年3月，任全国人大监察和司法委员会副主任委员；4月，被免去最高人民检察院副检察长职务。

## 主张
徐显明先后致力于近现代中国法律思潮、法治国家的原理、法哲学前沿问题、人权理论、宪政理论、法社会学等问题的研究。出版《人民立宪思想探原》、《公民权利义务通论》、《人权研究》等学术著作十余部。同时，他长期从事人权研究、关注中国社会弱势群体，提出“和谐权”是超越前三代人权（自由权、生存权、发展权）的第四种人权。
他还注重中国法学教育改革，倡导法律职业化教育，强调法律从业者的职业道德自律；主张学者应保持适度贫困，过度富足会使学者丧失对社会惰性的批判力。